# Ksenia Chibisova
Ksenia Chibisova (russe : Ксения Эдуардовна Чибисова), née le 13 juillet 1988 à Perm, est une judokate russe.

## Palmarès international en judo
| Jeux européens        | Jeux européens | Jeux européens   |
| Année                 | Médaille       | Catégorie        |
| --------------------- | -------------- | ---------------- |
| 2019                  | bronze         | +78 kg           |
| 2019                  | or             | Par équipe mixte |
| Championnats d'Europe |                |                  |
| Année                 | Médaille       | Catégorie        |
| 2019                  | bronze         | +78 kg           |